# Begonia adpressa
Begonia adpressa es una especie de planta perenne perteneciente a la familia Begoniaceae. Es originaria de África.

## Descripción
Es una planta perenne herbácea que alcanza un tamaño de 13-28 cm de altura, con rizomas horizontales; follaje ascendente con hojas peltadas. Se encuentra en el bosque primario húmedo montano, en el suelo o las rocas, en la sombra, a una altitud de 1000-1750 metros. Endémica de Camerún.

## Taxonomía
Begonia adpressa fue descrita por Sosef y publicado en Wageningen Agricultural University Papers 91(4): 126, f. 2. 1991[1992].
Etimología
Begonia: nombre genérico, acuñado por Charles Plumier, un referente francés en botánica, honra a Michel Bégon, un gobernador de la excolonia francesa de Haití, y fue adoptado por Linneo.
adpressa: epíteto latino que significa "apretada, densa".